# 아나 폰 외스터라이히티롤
티롤의 아나(Anna von Tirol, 1585년 10월 4일 ~ 1618년 12월 14일)는 신성 로마 제국의 황제 마티아스의 배우자로 신성 로마 황후이자 보헤미아와 헝가리의 왕비이다. 오스트리아 대공 페르디난트 2세과 그의 두 번째 아내 아나 카테리나 곤차가 사이에서 막내딸로 태어났다.
아나는 1611년 사촌오빠(백부 막시밀리안 2세의 아들)인 마티아스와 결혼했다. 당시 마티아스는 이미 쉰을 넘긴 나이였고 보헤미아와 헝가리의 왕이었다. 결혼 이듬해인 1612년, 안나는 남편의 즉위와 함께 신성 로마 황후가 되었다. 안나는 1618년 빈에서 죽었고 마티아스도 3개월 뒤 세상을 떠났다. 두 사람 사이에 자식이 없었기 때문에 마티아스의 사촌동생 페르디난트 2세가 신성 로마 제국의 황제로 즉위했다.